# Агезилай II
Агезилай II (на старогръцки: Ἀγησίλαος) e цар на Спарта от рода на Еврипонтидите. Агезилай е син на Архидам II и Евполия и по-малък полубрат на Агис II, когото наследява около 404 пр.н.е.. Агий всъщност има син Леотихид, но той е нелегитимен наследник, защото според мълвата негов баща е Алкивиад.
През 396 пр.н.е. Агезилай е изпратен с отряд от около 8 хил. души в Мала Азия, за да подсигури от персийска атака елинските градове. В навечерието на отплаването от Авлида той предлага да бъде извършено жертвоприношение по подобие на Агамемнон преди Троянската експедиция, но тиванците го възпрепятстват, обида, която той никога не забравя. При пристигането си в Ефес Агезилай сключва тримесечно примирие с Тисаферн, сатрап на Лидия и Кария. Преговорите се оказват безплодни и след изтичането на примирието спартанците нахлуват във Фригия, където бързо взимат лесна плячка, докато Тисаферн е концентрирал войските си в Кария. След като прекарва зимата в организиране на конница, той осъществява успешен поход в Лидия през пролетта на 395 пр.н.е.. Същевременно пълководецът Титрауст замества Тисаферн, който заплаща с живота си за провала. Ново примирие е сключено между Титрауст и Агезилай, който напуска южната сатрапия и отново нахлува във Фригия, където остава до следващата пролет. Тогава се споразумява със сатрапа Фарнабаз и за пореден път се насочва на юг.
Смята се, че Агезилай е имал намерение да поведе войските си срещу персийския владетел Артаксеркс II, но е отзован в Елада, където започва Коринтската война, в която срещу Спарта се обединяват силите на Атина, Тива, Коринт, Аргос и някои други по-малки полиси. Със светкавичен поход през Тракия и Македония Агезилай нахлува в Тесалия, където отблъсква тесалийската конница. Подкрепен от фокидски, орхоменски войски и спартанската армия той се изправя срещу обединените противници при Херонея в Беотия и излиза победител в битката, но тя се оказва безрезултатна и той се оттегля през Делфи в Пелопонес. Малко преди това спартанският флот, който е командван също от Агезалай, е тотално разбит при Книдос от персийския флот под ръководството на Конон и Фарнабаз II.

Според Плутарх, в последните години от живота си, през 362 г. пр.н.е., на 80-годишна възраст, но пълен с енергия, той и група спартанци заминали за Египет, на помощ на въстаналия против Персите владетел Тах.
След време Агезилай напуснал Тах и преминал на страната на въстаналия племенник на Тах – Нектанебид. Помогнал му да се утвърди като владетел на Египет.

След това, Агезилай решил да се завърне в Спарта, но по пътя, на 85-годишна възраст починал в залива на Менелай, Западен Египет.

По спартански обичай, тялото му е пренесено и погребано в Спарта.